# Katheryn Winnick
Katheryn Winnick (Toronto, 17 december 1977) is een Canadese actrice.

## Biografie
Winnick won een zilveren medaille op de Canadese taekwondo kampioenschappen. Zij heeft ook een derde dan in taekwondo en een tweede dan in karate. Winnick is een gediplomeerde bodyguard. Winnick is naast Engels ook bedreven in de Oekraïense taal.

## Filmografie

### Films
- 2021 Flag Day - als Patty Vogel
- 2021 The Marksman - als Sarah
- 2020 Wander - als Elsa
- 2019 Polar - als Vivian
- 2018 Speed Kills - als Emily Gowen
- 2017 The Dark Tower - als Laurie
- 2013 The Art of the Steal – als Lola
- 2012 Stand Up Guys – als Oxana
- 2012 A Glimpse Inside the Mind of Charles Swan III – als Ivana
- 2011 Bat $#*! Crazy – als vriendin
- 2011 Choose – als Fiona Wagner
- 2010 Love and Other Drugs – als Lisa
- 2010 Killers – als Vivian
- 2010 Radio Free Albemuth – als Rachel Brady
- 2010 Night and Day – als July
- 2010 Tranced – als Cleo
- 2009 Cold Souls – als Sveta
- 2008 Amusement – als Tabitha
- 2007 When Nietzsche Wept – als Lou Salome
- 2007 Tipping Point – als Nina Patterson
- 2007 Law Dogs – als Lisa Bennett
- 2006 Kiss Me Again – als Chalice
- 2006 Failure to Launch – als Melissa
- 2006 Cloud 9 – als Olga
- 2006 13 Graves – als Amy
- 2005 Hellraiser: Hellworld – als Chelsea
- 2005 Trump Unauthorized – als Ivana Trump
- 2004 Going the Distance – als Trish
- 2004 Satan's Little Helper – als Jenna Whooly
- 2004 50 First Dates – als jonge vrouw
- 2003 What Alice Found – als Julie
- 2002 Two Weeks Noticed – als Tiffany
- 2002 Fabled – als Liz
- 2002 Smoking Herb – als Marcia
- 2001 Biohazardous – als Jennifer

### Televisieseries
Uitgezonderd eenmalige gastrollen.
- 2020 - 2023 Big Sky - als Jenny Hoyt - 47 afl.
- 2013 - 2020 Vikings – als Lagertha – 71 afl.
- 2019 Wu Assassins - als Christine Gavin - 9 afl.
- 2012 - 2015 “ Tudors
- 2010 – 2011 Bones – als Hannah Burley – 7 afl.
- 2010 - 2011 Nikita - als Kelly - afl.8
- 2007 House M.D. - als Eve - afl. 12 jantje I did it
- 2002 Tracker – als Laura – 2 afl.
- 1999 – 2000 Student Bodies – als Holly Benson – 5 afl.